# Собраду (Параиба)
Собраду (порт. Sobrado) — муниципалитет в Бразилии, входит в штат Параиба. Составная часть мезорегиона Зона-да-Мата-Параибана. Входит в экономико-статистический микрорегион Сапе. Население составляет 6342 человека на 2006 год. Занимает площадь 63,093 км². Плотность населения — 100,5 чел./км².

## Статистика
- Валовой внутренний продукт на 2003 год составляет 17 469 785,00 реалов (данные: Бразильский институт географии и статистики).
- Валовой внутренний продукт на душу населения на 2003 год составляет 2650,55 реалов (данные: Бразильский институт географии и статистики).
- Индекс развития человеческого потенциала на 2000 год составляет 0,555 (данные: Программа развития ООН).